# Jacqueline Montemurri
Jacqueline Montemurri (geboren am 18. August 1969 in Lichtenstein, Sachsen) ist eine deutsche Schriftstellerin. Sie ist bekannt als Autorin von Science-Fiction und Phantastik.

## Leben
Die ersten Jahre aufgewachsen in Gersdorf bei Hohenstein-Ernstthal, der Geburtsstadt von Karl May, kam Montemurri 1982 aus der DDR nach Dorsten in Nordrhein-Westfalen. Sie machte 1989 ihr Abitur an der Gesamtschule in Wulfen und studierte anschließend Luft- und Raumfahrttechnik an der FH Aachen, wo sie 1995 als Diplom-Ingenieurin abschloss. Sie arbeitete danach einige Jahre bei einem Bildungsträger in der Verwaltung und als Dozentin für Projektmanagement und war seither Assistentin der Geschäftsleitung des Flüchtlingshilfevereins Velbert.
2012 erschien ihr Science-Fiction-Romanerstling Die Maggan-Kopie, der im folgenden Jahr für den Deutschen Science-Fiction-Preis nominiert war. Der 2013 erschienene Erzählband Fremde Welt wurde beim Deutschen Phantastik-Preis in der Kategorie Beste Anthologie und die Titelgeschichte in der Kategorie Beste Kurzgeschichte nominiert. 2019 erschien Montemurris Roman Der Herrscher der Tiefe in der Reihe Karl Mays Magischer Orient. Schon zuvor war in Band 5 der Reihe (Sklavin und Königin) die Episode Die Königin von Saba erschienen. Neben den Buchveröffentlichungen schreibt Montemurri auch Kurzgeschichten, die unter anderem in Spektrum der Wissenschaft und dem Science-Fiction-Magazin Exodus erschienen sind.
Montemurri lebt seit 2002 mit ihrem Mann und zwei Söhnen in Neviges/Velbert.

## Auszeichnungen / Nominierungen
- 2013 Nominierung für den Deutschen Science Fiction Preis 2013 in der Kategorie „Bester deutschsprachiger Roman“ für Die Maggan-Kopie[1]
- 2013 3. Platz im Kurzgeschichtenwettbewerb des Vereins zur Förderung der Raumfahrt für Die Faszination der Einsamkeit erschienen in SPACE 2014[2]
- 2014 Nominierung für den Deutschen Phantastik Preis 2014 in der Kategorie „Beste deutschsprachige Kurzgeschichte“ für Reise in den Kosmos aus Fremde Welt[3]
- 2014 Nominierung für den Deutschen Phantastik Preis 2014 in der Kategorie „Beste original Anthologie“ für Fremde Welt[4]
- 2015 2. Platz im Kurzgeschichtenwettbewerb des Vereins zur Förderung der Raumfahrt für Schrottsammler erschienen in SPACE 2016[5]
- 2016 Nominierung für den Kurd-Laßwitz-Preis 2016 in der Kategorie „Beste deutschsprachige Kurzgeschichte“ für Sonnenmondfinsternisstern aus Die Magnetische Stadt[6]
- 2018 3. Platz beim Kurd-Laßwitz-Preis 2018 in der Kategorie „Beste deutschsprachige Kurzgeschichte“ für Störfall aus Meuterei auf Titan[7]
- 2020 Nominierung für den Deutschen Science Fiction Preis 2020 in der Kategorie „Beste deutschsprachige Kurzgeschichte“ für Koloss aus dem Orbit[8]
- 2020 Kurd-Laßwitz-Preis 2020 in der Kategorie „Beste deutschsprachige Kurzgeschichte“ für Koloss aus dem Orbit aus EXODUS 39[9]
- 2020 Silberner Stephan 2020 in der Kategorie „Bestes Phantastik-Buch für Kinder/Jugendliche“ für Das Geheimnis des Lamassu, Karl-May-Verlag[10]
- 2022 3. Platz beim Kurd-Laßwitz-Preis 2022 in der Kategorie „Beste deutschsprachige SF-Roman“ für Der Koloss aus dem Orbit, Plan9[11]
- 2023 5. Platz beim Kurd-Laßwitz-Preis 2023 in der Kategorie „Beste deutschsprachige SF-Roman“ für Der verbotene Planet, Plan9[12]
- 2024 4. Platz beim Kurd-Laßwitz-Preis 2024 in der Kategorie „Beste deutschsprachige SF-Roman“ für Skábma - Das Nanobot-Experiment, Edition Roter Drache[13]

## Bibliografie
Romane
- Die Maggan-Kopie : Zukunfts-Thriller. Edition Paashaas, Hattingen 2012, ISBN 978-3-942614-18-4.
- Sklavin und Königin. Mit Alexander Röder u. a. Karl Mays Magischer Orient Bd. 5. Karl-May-Verlag, Bamberg 2018, ISBN 978-3-7802-2505-4.
- Der Herrscher der Tiefe. Karl Mays Magischer Orient Bd. 7. Karl-May-Verlag, Bamberg 2019, ISBN 978-3-7802-2507-8.
- Das Geheimnis des Lamassu. Karl Mays Magischer Orient Bd. 9. Karl-May-Verlag, Bamberg 2020, ISBN 978-3-7802-2509-2.
- Der Koloss aus dem Orbit. Science-Fiction-Roman. Verlag Plan9 Imprint von Bedey Media, Hamburg 2021, ISBN 978-3-9487-0036-2.
- Der verbotene Planet. Science-Fiction-Roman. Verlag Plan9 Imprint von Bedey Media, Hamburg 2022, ISBN  978-3-9487-0064-5.
- Skábma – Das Nanobot-Experiment. Zukunfts-Thriller. Edition Roter Drache, Meschede 2023, ISBN 978-3-96815-061-1.

Kurzgeschichten (Auswahl)
- Sonnenmondfinsternisstern. In: Die Magnetische Stadt: 2014 Collection of Science Fiction Stories. Verlag für Moderne Phantastik, Radeberg 2015, ISBN 978-3-9816929-5-2.
- Koloss im Orbit. In: EXODUS 32/2015, ISSN 1860-675X.
- Die Faszination der Einsamkeit. In: Im Licht von Orion: 2015 Collection of Science Fiction Stories. Verlag für Moderne Phantastik, Radeberg 2016, ISBN 978-3-9816929-8-3.
- Schrottsammler. In: Im Licht von Orion: 2015 Collection of Science Fiction Stories. Verlag für Moderne Phantastik, Radeberg 2016, ISBN 978-3-9816929-8-3.
- Das Vermächtnis des Kara. In: Auf phantastischen Pfaden. Karl Mays Magischer Orient. Karl-May-Verlag, Bamberg 2016, ISBN 978-3-7802-2599-3.
- Durchs wilde Ernstthal. In: Auf phantastischen Pfaden. Karl Mays Magischer Orient. Karl-May-Verlag, Bamberg 2016, ISBN 978-3-7802-2599-3.
- humanoid experiment. In: EXODUS 34/2016, ISSN 1860-675X.
- Relikt aus phantastischen Zeiten. In: EXODUS 36/2017, ISSN 1860-675X.
- Störfall. In: Meuterei auf Titan: 2016 Collection of Science Fiction Stories. Verlag für Moderne Phantastik, Radeberg 2017, ISBN 978-3-9818752-0-1.
- Haustürverkauf. In: Spektrum der Wissenschaft 08/2017.
- Gesprächstherapie. In: Spektrum der Wissenschaft 08/2018.
- Cibus Unicus. In: Flucht von Zumura: 2018 Collection of Science Fiction Stories. Verlag für Moderne Phantastik, Radeberg 2019, ISBN 978-3-9818752-3-2.
- Koloss aus dem Orbit. In: EXODUS 39/2019, ISSN 1860-675X.
- Der Gott des Krieges. In: EXODUS 41/2020, ISSN 1860-675X.
- Planet Neun. In: Singularitätsebenen: 2021 Collection of Science Fiction Stories. Verlag für Moderne Phantastik, Radeberg 2019.
- Der Todesflug der Yuma. In: New Dodge: Space-Western-Anthologie. Leseratten Verlag, Allmersbach im Tal 2023, ISBN 978-3-9452-3066-4.

Sammlungen
- Fremde Welt : Science-Fiction-Anthologie. Edition Paashaas, Hattingen 2014, ISBN 978-3-942614-45-0.
- STÖRFALL : Science Fiction Stories. Books on Demand, Norderstedt 2021, ISBN 978-3-753405-89-6.
- Planet Neun : Science Fiction Stories. Books on Demand, Norderstedt 2024, ISBN 978-3-758363-86-3.

Kinderbuch
- Friedewald, der edle Ritter. Illustriert von Volker Kosznitzki. Edition Paashaas, Hattingen 2018, ISBN 978-3-96174-032-1.

Sachliteratur
- mit Manuela Klumpjan: Was das Dass so alles kann : Übungstexte für das und dass. Edition Paashaas, Hattingen 2016, ISBN 978-3-945725-54-2.